# Kirche Kleinbucha

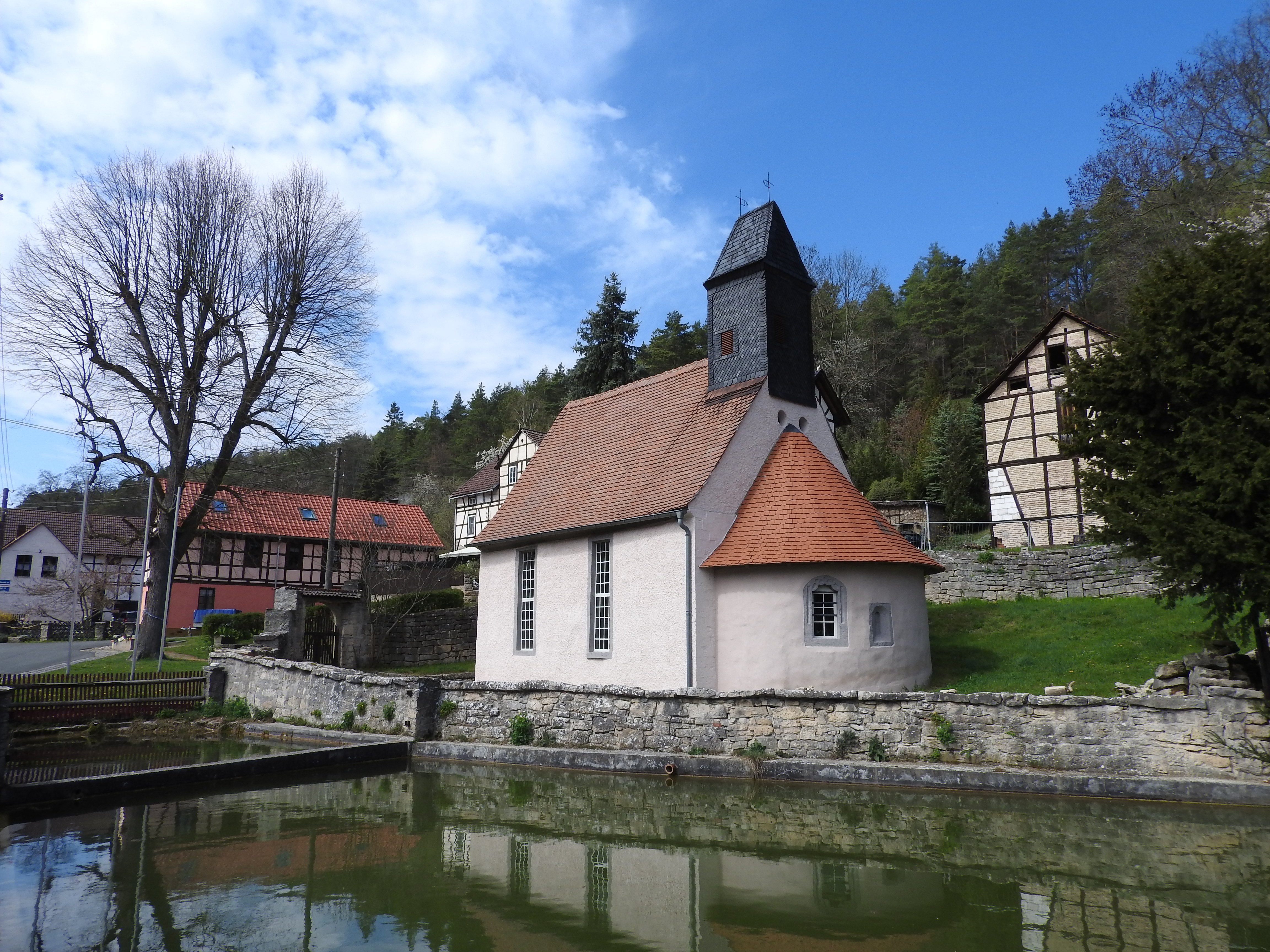
Kirche Kleinbucha von der einen Seite …

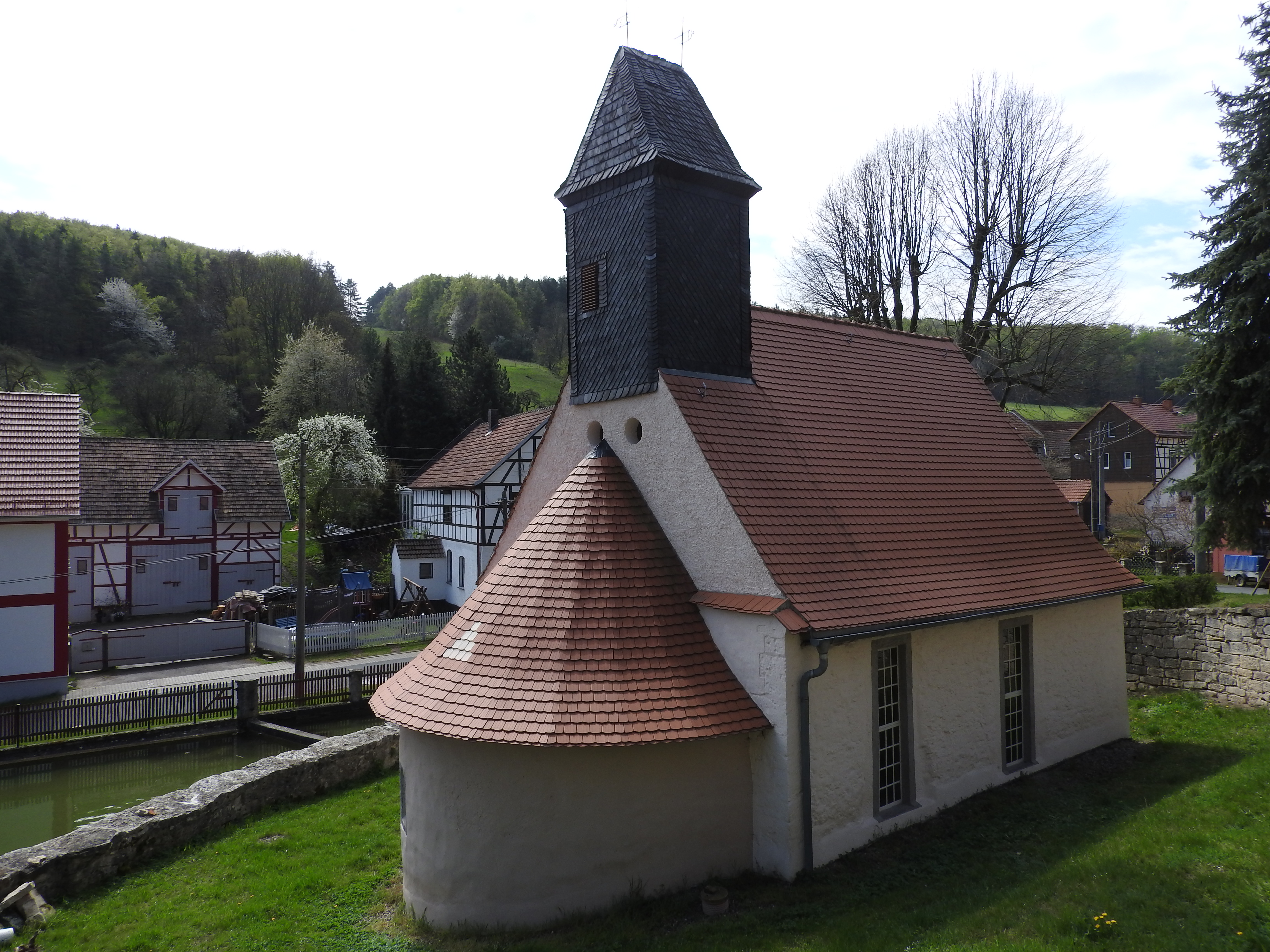
… und von der anderen Seite

Die evangelisch-lutherische denkmalgeschützte Kirche Kleinbucha steht in Kleinbucha, einem Ortsteil von Eichenberg im Saale-Holzland-Kreis in Thüringen. Der Gemeindeteil Kleinbucha der Kirchengemeinde Dienstädt im Pfarrbereich Orlamünde im Kirchenkreis Eisenberg der Evangelischen Kirche in Mitteldeutschland.

## Beschreibung
Die Dorfkirche ist in ihrer Bausubstanz eine weitgehend erhaltene romanische Saalkirche. Das heutige Erscheinungsbild der Kirche ist auf 1768 zurückzuführen. Diese Jahreszahl hinterließen die Maurer im Putz der Fensternischen. Sie hat eine eingezogene halbkreisförmige Apsis, die vom Kirchenschiff durch einen Triumphbogen getrennt ist. An ihr sind ein zugemauertes Rundbogenfenster aus der Erbauungszeit und ein Fenster in einem Vorhangbogen aus dem frühen 16. Jahrhundert. Im Osten befindet sich ein schiefergedeckter Giebelreiter  mit Keildach auf dem Chorgiebel.

## Jüngere Vergangenheit
In den 1990er Jahren wurde die Kirche umfassend saniert. Hierbei erhielten die umlaufende Empore, die Kirchenausstattung mit der Kanzel hoch über dem spätgotischen Altar und die Decke ihre ursprüngliche Blumenbemalung im Bauernbarock wieder zurück.

## Historische Stand-OrgelPositiv
Das Positiv mit einem allseitigen barocken Schnitzwerk (das vermutlich an einem früheren Standort frei im Raum stand, daher die schnitzverzierte Rückseite) steht frei auf der Empore. Es hat 5 Register und wurde im 18. Jahrhundert von einem unbekannten Orgelbauer gebaut. Die Werkstatt Rösel & Hercher Orgelbau hat die Stand-Orgel 2002 denkmalgerecht restauriert.
Technische Daten:
- Manual: CD-c′′′
- Register: 5
- Tastentraktur mechanisch
- Registertraktur mechanisch
- Windlade(n): Slider chest
- Tonhöhe: a′ = 445 Hz
- Temperatur: Bach-Kellner
- Winddruck: 45 mm

Disposition:
- Manual: Großgedackt 8′, Kleingedackt 4′, Principal 2′, Quinte 2/3′ (discant), Terz 2/5′ (discant)[3]

## Glocken
Im hölzernen Glockenstuhl des Turms hängen zwei Kirchenglocken aus dem 14. und 15. Jahrhundert.